# عبد الرحمن بن مروان الجليقي
عبد الرحمن بن مروان الجليقي أندلسي، ينتمي إلى أسرة من المولدين أصلها من جليقية، وقد كان والده مروان بن يونس واليًا على ماردة للأمير عبد الرحمن الأوسط، إلى أن ثار أهل ماردة عليه وقتلوه عام 213 هـ.
شارك عبد الرحمن بن مروان في تمرد ماردة عام 254 هـ، الذي أخضعه الأمير محمد بن عبد الرحمن بحملة حاصرت المدينة، إلى أن طلب أهلها الصلح على أن يخرج عددًا من قادتهم منهم عبد الرحمن بن مروان بعائلاتهم إلى قرطبة. وفي عام 261 هـ، فرّ عبد الرحمن بن مروان الجليقي ورجال ماردة من قرطبة، ولجأوا إلى قلعة الحنش، فخرج لهم الأمير وحاصرهم 3 شهور، حتى طلبوا الأمان، فأمنهم محمد بن عبد الرحمن، وأجازهم على أن يقيموا في بطليوس. إلا أنه عاد للتمرد في العام التالي، فأرسل له الأمير ابنه المنذر وقائده هاشم بن عبد العزيز، فحاصره في حصن كركي. فأرسل ابن مروان برسول إلى ألفونسو الثالث ملك أستورياس لطلب المدد، فأمده ألفونسو بقوة، تصدى لها ابن عبد العزيز، في معركة هُزم فيها هاشم بن عبد العزيز وأُسر.
في عام 263 هـ، أرسل الأمير ابنه المنذر مرة أخرى لقتال ابن مروان، ففر ابن مروان، ولجأ إلى ألفونسو الثالث. كما أرسل له الأمير في عام 272 هـ، حملة أخرى لقتاله، بقيادة ابنه عبد الله ووزيره هاشم بن عبد العزيز.
استطاع ابن مروان أن يحكم مناطق واسعة من غرب الأندلس، حكمًا مستقلاً عن سلطة الأمويين في قرطبة، حتى وفاته عام 276 هـ، واستمرت سيطرة أبنائه على تلك المناطق، إلى أن استئصل الخليفة عبد الرحمن الناصر لدين الله شأفة بني مروان الجليقيين من تلك المنطقة عام 317 هـ.